# Пласари, Аурел
Аурел Пласари (алб. Aurel Plasari; род. 16 сентября 1956, Тирана) — албанский филолог, историк, литературный критик и переводчик.
Сын Анастаса Пласари — одного из участников коммунистического движения в Албании в 1930-х годах, позже объявленного «врагом народа». Родился 16 сентября 1956 года в Тиране. Там же окончил среднюю школу, а позже, в 1989 году, — филологический факультет университета.
После службы в армии (1974—1976) работал в типографии газеты «Mihal Duri» редактором текстов, переведённых с испанского языка. С 1982 года литературный редактор журнала «Nëntori» — органа Союза писателей и художников Албании. После окончания Тиранского университета (1989) — редактор литературных переводов, с 1990 г. — секретарь редколлегии того же журнала.
С 1990 года по совместительству, с 1992 года по основной работе преподавал в Тиранском университете на факультете истории и филологии. Читал курсы «История эстетики» и «Принципы эстетики», «Введение в нарратологию», «Теория восприятия». В 1994 году защитил диссертацию доктора наук в области сравнительного литературоведения.
С 1995 по 1996 год ассоциированный профессор и приглашённый лектор Института восточных языков и цивилизаций (Париж). Вернувшись в Албанию, с 1996 по 1998 год снова работал в Тиранском университете.
С 1998 года — директор Национальной библиотеки Албании. По состоянию на 2021 год ещё находился в этой должности. В 2010 году присвоено звание профессора.
Главный редактор журнала «Hylli i Dritës» («Звезда света») (1993—1997, с восстановления до повторного закрытия).
Переводчик произведений латиноамериканских (Гарсия Маркес, Гарсия Лорка, Хулио Кортасар), румынских (Марин Сореску) и русских (Достоевский, Ахматова) писателей.
Награждён итальянским орденом «За заслуги» и албанским орденом «Naim Frashëri» (1989). Лауреат нескольких литературных премий.